# Aeroportul North Caicos
Aeroportul North Caicos (IATA: NCA, ICAO: MBNC) este un aeroport din Insulele Turks și Caicos, Regatul Unit ce deservește zona North Caicos⁠(d). A fost numit după zona deservită.
Situat la o altitudine de 3 m, aeroportul dispune de o singură pistă.